# Kaukasusoffensiven

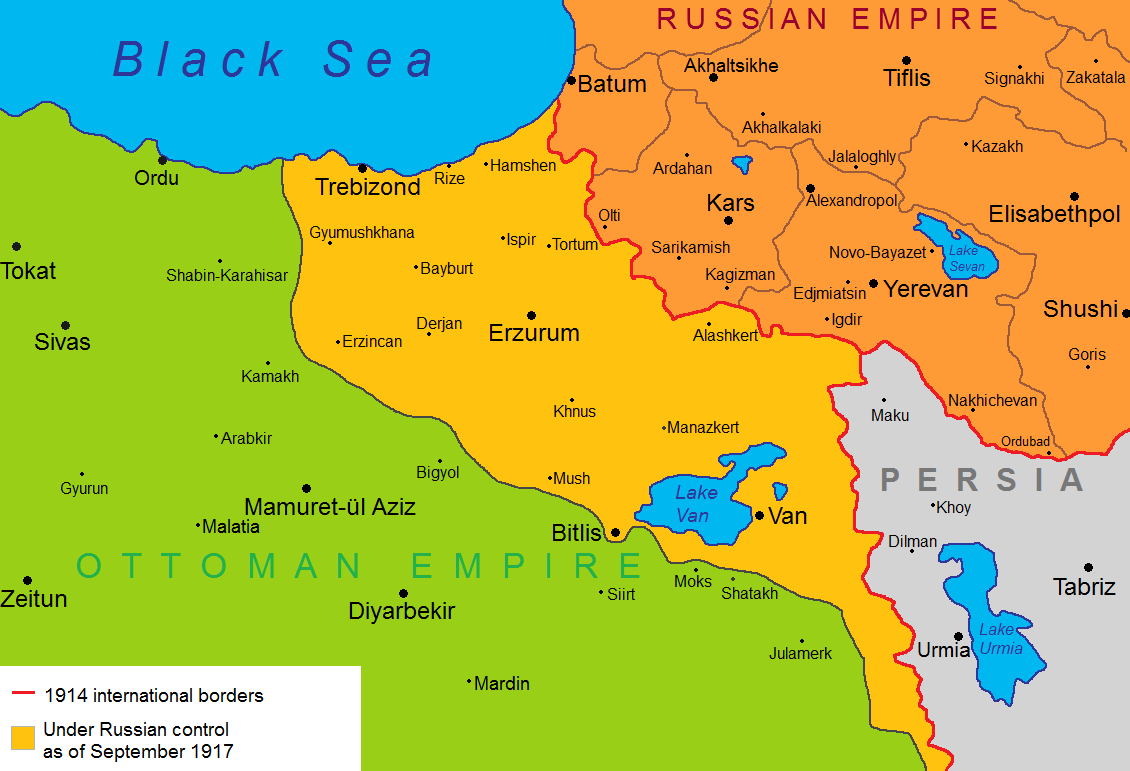
Karta över området i Västra Armenien under formell rysk kontroll i september 1917

Kaukasusoffensiven var en militär offensiv av det Osmanska riket i Kaukasus 1918 under slutet av första världskriget.
Efter februarirevolutionen i Ryssland 1917 avstannade den ryska kejserliga arméns offensiv i östra Anatolien. Så småningom upplöstes också den ryska Kaukasusarmén och ersattes av armeniska styrkor, som bestod av milis som bildats av armeniska frivilliga och tidigare enheter och officerare och soldater ur den ryska armén. Under 1917 kunde dock inte turkarna dra nytta av det ryska tillbakadragandet på grund av de egna styrkornas tillkortakommanden.
Efter oktoberrevolutionen i Ryssland 1917 strävade den nya bolsjevikiska regimen att så snart som möjligt få Ryssland ut ur första världskriget. Ryska socialistiska federativa sovjetrepubliken ingick Stilleståndsavtalet i Brest-Litovsk den 15 december 1917 med centralmakterna Österrike-Ungern, Bulgarien, Tyskland och det Osmanska riket.
Stilleståndsavtalet i Erzincan slöts därefter den 18 december 1917 mellan det Osmanska rikets tredje armékår och det Transkaukasiska kommissariatet, vilket ledde till ett slut på striderna på de kaukasiska och persiska fronterna. Detta stillestånd varade till februari 1918. Förhandlingar om ett fredsavtal  mellan turkarna och centralmakterna gentemot ryssarna inleddes, vilka ledde till Freden i Brest-Litovsk den 3 mars 1918.

## Offensiven
Det Osmanska riket bröt det stilleståndsavtal som ingåtts i Erzincan genom att den 5 februari 1918 inleda en militär offensiv under ledning av Vehib Pascha. Den turkiska tredje armén ockuperade den ena armeniska bosättningen i Västra Armenien efter den andra. Efter det att fredskonferensen i Trabzon mellan turkarna och kaukasierna i april misslyckats, rörde sig den osmanska armén mot Transkaukasus. Den intog befästningen i Kars den 25 april och hotade Alexandrapol.
Turkarnas allierade Tyskland motsatte sig denna attack och avstod från att hjälpa sina allierade med den.
Armeniska styrkor lyckades i slutet av maj hindra turkarna att erövra den sista armeniska staden Jerevan och tillfälligt hejda offensiven genom segrar i slaget vid Sardarapat, slaget vid Karakilisa och slaget vid Bash Abaran. 
Den 4 juni 1918 träffades Fördraget i Batum mellan den i slutet av maj deklarerade Första armeniska republiken och det Osmanska riket. Därmed avslutades delvis den kaukasiska offensiven, men det dröjde innan de turkiska trupperna dragits tillbaka till turkiskt territorium. Detta skedde först efter det att det osmanska riket och länderna i Ententen ingått Stilleståndet i Moudros den 30 oktober 1918.

## Efterverkningar
Den 10 augusti 1920 slöts Freden i Sèvres mellan det Osmanska riket och Ententen, vilket inte ratificerades av den blivande republiken Turkiet. 
Under september 1920 återupptog den nya turkiska regimen under Kemal Atatürk, som tagit över efter det Osmanska riket, krigshandlingar med Armenien. Det Turkisk-armeniska kriget ledde till en turkisk seger. Denna följdes också av en sovjetrysk ockupation och en sovjetisering av återstoden av Armenien med skapandet av Transkaukasiska socialistiska federativa sovjetrepubliken.

## Bildgalleri

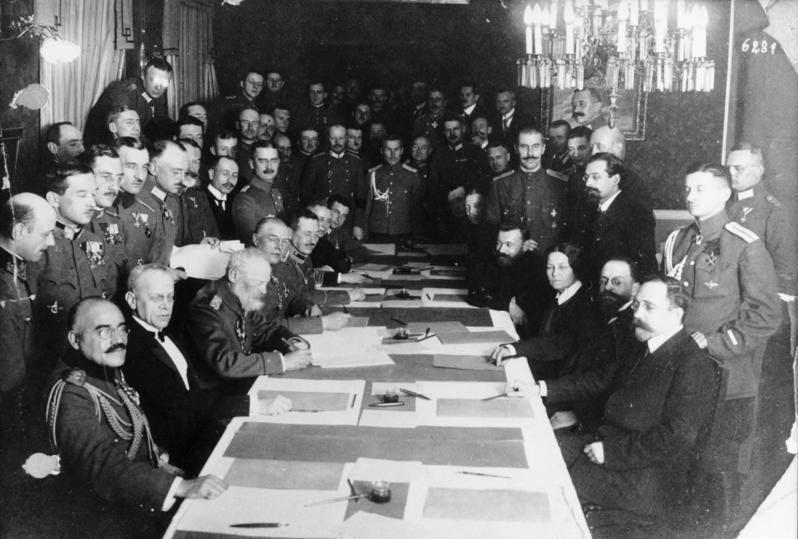
Undertecknande av Stilleståndet i Brest-Litovsk den 15 december 1917
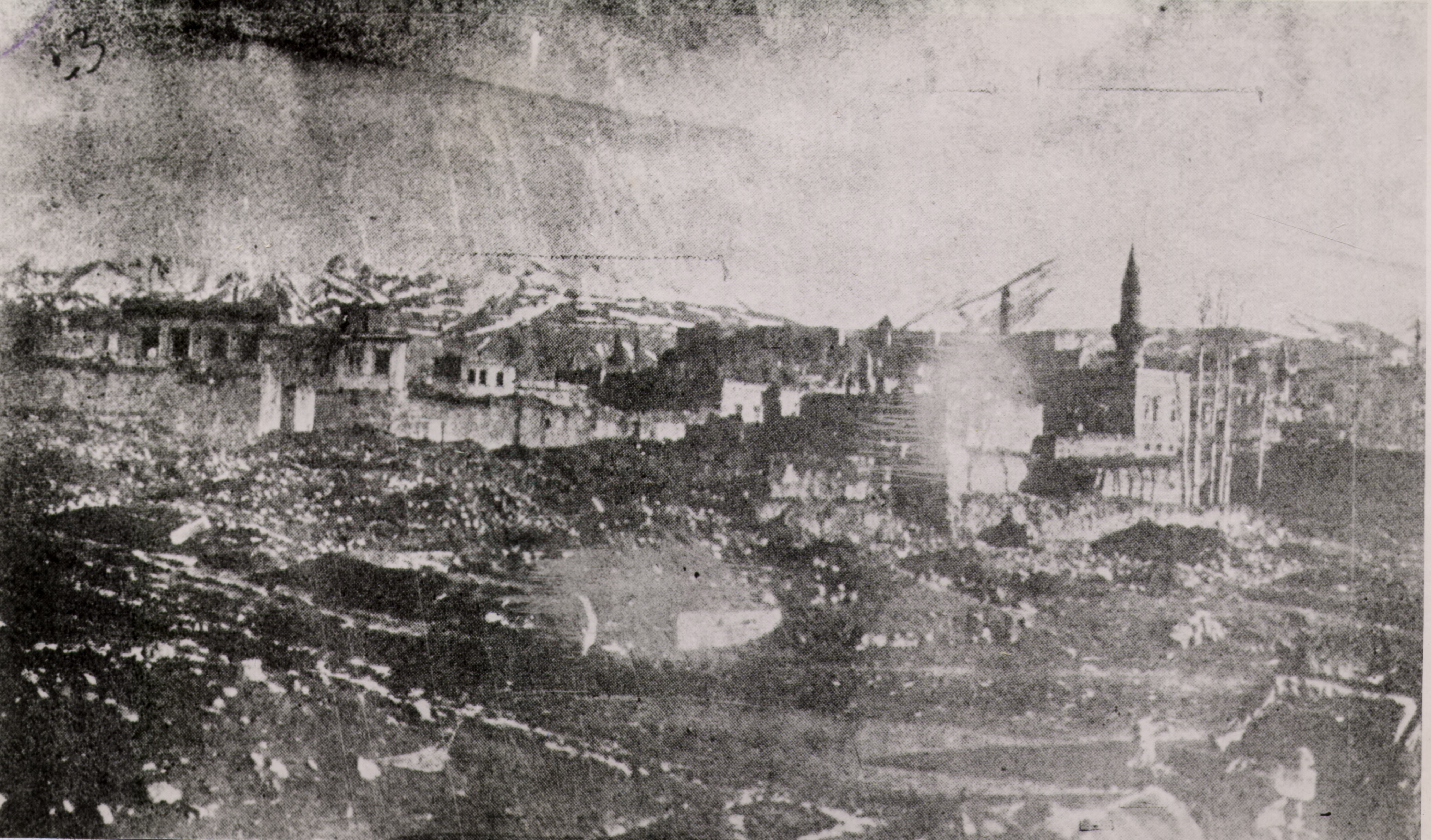
Staden Erzurum 1918, efter det att den armeniska milisen gjort reträtt från staden